# قومية فينيشية

علم جمهورية البندقية بالشكل الشائع المستخدم من قبل المنظمات والأحزاب الفينيشية.

القومية الفينيشية هي عقيدة وحركة إقليمية تطالب للبندقية بالمزيد من الحكم الذاتي أو حتى الاستقلال عن إيطاليا، وتشجيع إعادة اكتشاف تراث جمهورية البندقية وتقاليدها وثقافتها ولغتها. وفقاً لباولو بوسامي فإن الحركة القومية الفينيشية هي «ما يربط البندقية وأهلها نحو الاعتراف بهويتهم والحكم الذاتي».